# Szamuka
Szamuka – wieś w Syrii, w muhafazie Al-Hasaka. W 2004 roku liczyła 700 mieszkańców.